# The Sims 2: Seasons
The Sims 2: Seasons  er en udvidelsespakke til computerspillet The Sims 2 fra Maxis. Seasons  er en udvidelse, hvor simmerne bl.a. kan fiske og tage solbad. Årstiderne er som i virkelighedens verden sommer, vinter, efterår og forår med skiftende vejr, som regn, sne og sol. Samtidig er der otte nye karrierer, og som noget nyt er der et termometer, som viser om simmmerne har det for koldt eller for varmt, lige som også simmernes hudfarve midlertidigt kan påvirkes. Derudover kan simmerne blive til plantesimmere ved at pleje deres træer og planter i overdreven grad.
| computerspil | Spire Denne computerspilsrelaterede artikel er en spire som bør udbygges. Du er velkommen til at hjælpe Wikipedia ved at udvide den. |

1. ↑  Navnet er anført på bokmål og stammer fra Wikidata hvor navnet endnu ikke findes på dansk.